# Didier Vanoverschelde
Didier Vanoverschelde (né le 5 avril 1952 à Hallennes-lez-Haubourdin) est un coureur cycliste français.

## Biographie
Il a été membre de l'équipe La Redoute-Motobécane au cours des six années de sa carrière cycliste professionnelle.

## Palmarès

### Coureur amateur
- Amateur
  - 1968-1978 : 75 victoires
- 1969
  - 4e étape des Trois Jours de Marcoing
  - 2e des Trois Jours de Marcoing
- 1971
  - 2e du championnat de France de poursuite par équipes
- 1972
  -  Champion de France de poursuite par équipes
  -  Médaillé de bronze du championnat du monde militaires de poursuite par équipes
- 1973
  - Grand Prix des Flandres françaises
- 1974
  - 2e des Trois Jours de Lumbres
- 1976
  - Poly Nordiste
  - Trois Jours de Lumbres
- 1977
  - Circuit du Pévèle
  - Une étape du Circuit des Ardennes
  - 2e des Trois Jours de Lumbres
  - 3e du Grand Prix de Lillers
- 1978
  - 4e étape des Trois Jours de Marck
  - 2e étape du Tour de La Réunion
  - 2e du Circuit du Port de Dunkerque
  - 2e des Trois Jours de Lumbres
  - 2e du Tour de La Réunion

### Coureur professionnel
- 1980
  - 2e de la Route nivernaise
- 1981
  - 3e étape du Tour de l'Oise (contre-la-montre par équipes)
  - 2e de Paris-Bourges
- 1982
  - Paris-Bourges
  - 2e du Grand Prix d'Antibes
  - 3e du Grand Prix de Mauléon-Moulins
  - 3e du Grand Prix de Plouay
- 1983
  - 3e du Grand Prix de Denain

## Résultats sur le Tour de France
5 participations
- 1979 : 41e
- 1980 : 45e
- 1981 : 26e
- 1982 : 42e
- 1983 : 35e